# Louis Vervaeke
Louis Vervaeke   (Ronse, 6 d'octubre de 1993) és un ciclista belga, professional des del 2014. Actualment corre a l'equip Soudal Quick-Step. En el seu palmarès destaca la victòria al Tour del País de Savoia de 2014.

## Palmarès
- 2014
  - 1r a la Ronda de l'Isard d'Arieja
  - 1r al Tour del País de Savoia i vencedor d'una etapa
  - Vencedor d'una etapa al Tour de l'Avenir
- 2015
  - Vencedor de les metes volants a la Volta al País Basc
- 2025
  - Vencedor d'una etapa al Tour d'Oman

### Resultats al Giro d'Itàlia
- 2015. Abandona (16a etapa)
- 2018. Abandona (19a etapa)
- 2019. Abandona (13a etapa)
- 2021. 20è de la classificació general
- 2023. No surt (11a etapa)

### Resultats al Tour de França
- 2024. Abandona (14a etapa)

### Resultats a la Volta a Espanya
- 2016. 89è de la classificació general
- 2022. 58è de la classificació general
- 2023. 33è de la classificació general
- 2023. 59è de la classificació general